# Ralph Saxe

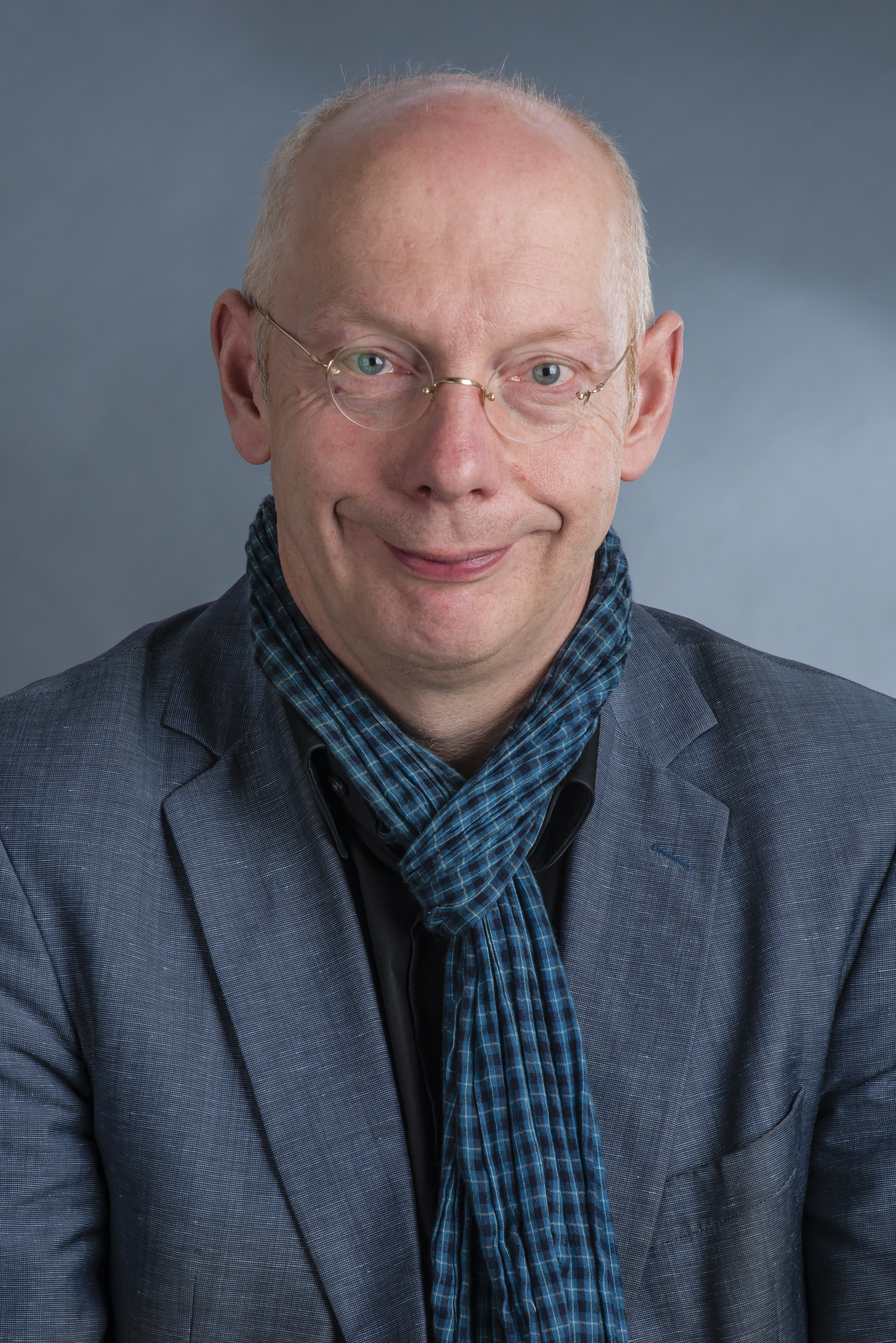
Ralph Saxe 2015

Ralph Saxe (* 13. Juni 1959 in Bremerhaven) ist ein deutscher Politiker (Bündnis 90/Die Grünen) und seit 2011 Mitglied der Bremischen Bürgerschaft.

## Biografie

### Ausbildung und Beruf
Saxe beendete den Schulbesuch mit dem Abitur. Er studierte Sozialpädagogik an der Hochschule für Sozialpädagogik und Sozialarbeit mit Abschluss Diplom-Sozialpädagoge/Sozialarbeiter. Anschließend wurde er ab 1987 im Weinhandel tätig und war zunächst Geschäftsführer in zwei Gastronomiebetrieben. Er betreibt seit vielen Jahren als Kaufmann und Geschäftsführer im Weinhandel je ein Geschäft im Bremer Stadtteil Schwachhausen und in Hamburg in einer Straße des Schanzenviertels.

### Politik
Saxe gehörte von 2003 bis 2011 dem Beirat von Schwachhausen an, seit 2007 als Beiratssprecher.
In der 18. Wahlperiode war er seit dem 8. Juni 2011 Mitglied der Bremischen Bürgerschaft. Im November 2013 wurde er zusammen mit Henrike Müller zum Vorstandssprecher des Landesverbands der Bremer Grünen gewählt. Im Januar 2016 wurde er erneut zusammen mit Kai Wargalla zum Landesvorstandssprecher des Landesverbandes gewählt. Ende August 2018 trat er aus persönlichen Gründen vom Amt des Landesvorstandssprechers zurück. Zum Nachfolger wurde Hermann Kuhn gewählt.
Auch für die 19. Wahlperiode wurde er wieder in die Bremischen Bürgerschaft gewählt.
Er ist in der 20. Wahlperiode vertreten im
Ausschuss für Bürgerbeteiligung, bürgerschaftliches Engagement und Beiräte (Stadt),
städtischen Deputation für Mobilität, Bau, Stadtentwicklung (MOBS), städtischen und staatlichen Deputation für Klima, Umwelt, Landwirtschaft und Tierschutz (KULT) als stellvertretender Sprecher, Controllingausschuss (Stadt und Land) als stellvertretender Sprecher sowie Mitglied im Verwaltungsrat der Bremer Straßenreinigung und im Betriebsausschuss des Umweltbetriebs Bremen

Er ist Sprecher der Grünen Bürgerschaftsfraktion für Beiräte, Bürgerbeteiligung, Demokratie, Umwelt und Verkehr.

### Weitere Mitgliedschaften
- Saxe war von 2001 bis 2014 Vorsitzender der Standortgemeinschaft Die Wachmannstraße.
- Er ist Vorsitzender des Vereins Der Elefant!, der sich für das Antikolonialdenkmal im Nelson-Mandela-Park engagiert
- Vorsitzender des Vereins Autofreier Stadtraum
- stellvertretender Vorsitzender im Förderverein Arberger Mühle
- Mitglied im Aufsichtsrat der Gewoba